# 光石研
光石研（日语：／ Mitsuishi Ken，1961年9月26日—），日本男演员，福冈县北九州市出身，經紀公司為鈍牛倶樂部。

## 人物
身高173公分，血型A型。現居東京。

## 獎項
- 2002年
  - 第16回高崎電影節（日语：高崎映画祭） 最優秀助演男優賞（《EUREKA 人造天堂》）
- 2011年
  - 第3回TAMA電影節（日语：TAMA映画賞） 最優秀男優賞
- 2016年
  - 第37回橫濱電影節 助演男優賞（《お盆の弟》、《恋人たち》）
- 2019年
  - 第15回CONFiDENCE日劇大獎 主演男優賞（《デザイナー 渋井直人の休日》）
  - Pen クリエイター・アワード
  - 第52回北九州市民文化賞